# Pět let (seriál)
Pět let je český televizní seriál z roku 2022 režiséra Damiána Vondráška podle scénáře Sáry Zeithammerové. Seriál měl premiéru na mezinárodním festivalu Serial Killer v Brně, kde získal cenu za nejlepší webový seriál střední a východní Evropy.

## Produkce
Desetidílný seriál (resp. minisérii) produkovala Česká televize jako původní tvorbu primárně určenou pro iVysílání. Tomu odpovídá i délka jednotlivých dílů do 20 minut.

## Příběh
Tereza se setkává s Davidem, se kterým prožila večer po maturitním plesu, po pěti letech. David studuje na lékaře, Tereza se snaží prorazit jako spisovatelka. Oba se vracejí k situaci před pěti lety, která Tereze způsobila trauma. Obviní Davida, že ji té noci znásilnil a rozhodne se o svém traumatu napsat knihu. David si celou situaci vybavuje jinak. Pomocí mozaiky vyprávění se snažíme dopátrat, co se té noci stalo.

## Obsazení
| Alžběta Malá       | Tereza    |
| Samuel Toman       | David     |
| Vanda Hybnerová    | matka     |
| Pavel Řezníček     | otec      |
| Simona Lewandowská | kamarádka |